# Tegu Stadion
A Tegu Stadion egy többfunkciós sportlétesítmény Teguban, Dél-Koreában. Először Tegu Világbajnoki Stadion volt a neve, de 2008-ban megváltoztatták. Eredetileg a 2002-es labdarúgó-világbajnokságra épült, három csoportmérkőzést és a bronzmérkőzést rendezték itt. Befogadóképessége 66422 fő. 2003 és 2018 között a Tegu FC otthonának számított. A 2011-es atlétikai világbajnokság fő helyszíne volt.

## Események

### 2002-es labdarúgó-világbajnokság
| Dátum            | Pályaválasztó | Eredmény | Vendég                  | Forduló       |
| ---------------- | ------------- | -------- | ----------------------- | ------------- |
| 2002. június 6.  | Dánia         | 1 – 1    | Szenegál                | A csoport     |
| 2002. június 8.  | Szlovénia     | 0 – 1    | Dél-afrikai Köztársaság | B csoport     |
| 2002. június 10. | Dél-Korea     | 1 – 1    | Egyesült Államok        | D csoport     |
| 2002. június 29. | Dél-Korea     | 2 – 3    | Törökország             | Bronzmérkőzés |